# Urnajr
Urnajr († 375) byl třetí král Kavkazské Albánie z dynastie Arsakovců. Podle legendy zavedl ve své zemi křesťanství jako státní náboženství.

## Život
Byl synem Vače I. a po něm také nastoupil na trůn. Jeho matka byla princezna z rodu Sásánovců, což mu umožnilo navázat dobré vztahy s perským šáhem Šápúrem II., jehož dceru si vzal za manželku.
Urnajr hrál významnou roli ve vojenských taženích Sásánovců na Kavkaze, přičemž jeho Kavkazská Albánie fungovala jako vazalský stát v rámci sásánovské sféry. V roce 359 se zúčastnil obléhání města Amida, kde jeho albánská jízda podporovala perskou armádu. V roce 372 bojoval po boku Šápúra II. v bitvě u Dziravu proti Římanům a Arménům. V této bitvě byl těžce zraněn arménským generálem Mušegem Mamikonjanem, který mu však daroval život. Urnajr mu po návratu do vlasti poděkoval a informoval ho o připravovaném útoku Sásánovců.
Podle pozdější tradice měl Urnajr přijmout křesťanství jako státní náboženství Kavkazské Albánie již v roce 313, a to pod vlivem arménského krále Tiridatése III. Velikého. a Řehoře Osvětitele. Křesťanství mělo pomoci sjednotit mnohonárodnostní obyvatelstvo Albánie pod jedinou monoteistickou vírou a osvobodit zemi od vlivu Sásánovců i Říma. Urnajr měl zničit starých 16 pohanských božstev a podporovat misie do dalších kavkazských oblastí.
Po jeho smrti v roce 375 se vlády ujal Vačagan II.

## Kontroverze
Chronologie vlády Urnajra a okolnosti jeho údajné konverze ke křesťanství jsou v odborné literatuře zpochybňovány. Podle rusko-dágestánského historika Murtazaliho Gadžieva nastoupil Urnajr na trůn až v 50. letech 4. století a udržoval úzké vazby na sásánovskou Persii. Pokud skutečně bojoval v roce 372 v bitvě u Dziravu, je velmi nepravděpodobné, že by již v roce 313 přijal křesťanství a učinil z něj státní náboženství. Tato informace je podle badatelů Wolfganga Schulzeho, Zazy Alexidzeho a Josta Gipperta spíše pozdějším doplňkem legend.
Panuje rovněž názor, že zmíněná tradice o rané christianizaci byla vytvořena dodatečně – jako součást snahy o propojení dějin Kavkazské Albánie s arménskou církevní historií. Ve skutečnosti však byla Albánská apoštolská církev po většinu své existence samostatná a usilovala o nezávislost jak na arménské církvi a římském křesťanství, tak na zoroastrismu, který prosazovala perská vláda.